# 国際がん研究機関
- 国際がん研究機関
- 国際がん研究機構
- 国際ガン研究機関
- 国際ガン研究機構
- 国際癌研究機関
- 国際癌研究機構

国際がん研究機関（こくさいがんけんきゅうきかん、英: International Agency for Research on Cancer、略称:IARC）は、世界保健機関 (WHO) の外部組織。

## 活動目的
発がんメカニズムの解明や原因の特定による発がん頻度の抑制、という目的を果たすべく、化学物質、放射線やウイルスなどの人に対する発がんの強さを評価、公表している。このほかヒトの各臓器に発生する腫瘍を組織学的に分類し記載した「WHO分類シリーズ」（The WHO Classification of Tumours series, いわゆる “Blue Books”）を出版している。現在第4版の編集が進行中である。

## 歴史
1965年、WHO総会で、発がんのメカニズム、疫学、予防等の研究する組織として設立が決められた。
感染症等と異なり、がんが健康問題となるのは衛生状態の改善された先進諸国であることから、フランスの主導で西ドイツ、イタリア、イギリス、アメリカ合衆国によって、WHOとは予算、運営面で独立した組織として1965年にフランス、リヨンに設立された。その後オーストラリア、ベルギー、カナダ、デンマーク、フィンランド、インド、日本、ノルウェー、オランダ、韓国、スペイン、スウェーデン及びスイスが参加している。

## 国際がん研究機関による評価
IARCの発がん性分類は、当該物質などの発がん性に関する科学的証拠の確からしさを分類したものであり、発がん性の強さを評価したものではない。つまり、IARCの発がん性分類は、発がんのリスク評価ではなく、ハザードの同定となる。分類にあたっては、（1）疫学調査など人での発がん性データと（2）実験動物での発がん性試験などの証拠　（3）その他関連情報の　3点を評価し、それぞれの証拠の確からしさにより人への発がん性を総合評価する。発がんの総評価（分類）方法は、IARCの「序言 Preamble　」に記載されている。
IARCによる人に対する発ガン分類
- グループ1：発がん性がある
- グループ2A：恐らく発がん性がある
- グループ2B：発がん性の恐れがある
- グループ3：発がん性を分類できない

2019年1月までは以下の分類があったが、諮問グループによる検討の結果、廃止された。
- グループ4：恐らく発がん性はない

## 在籍した人物
- 黒木登志夫（発がん機構研究部門）- 東京大学名誉教授
- 山崎洋（多段階発がん研究部門部長）- 関西学院大学名誉教授
- 大島寛史（内因性発がん要因部門部長） - 静岡県立大学食品栄養科学部学部長